# Bending the Rules

Bending the Rules est un film comique américain réalisé par Artie Mandelberg, sorti en 2012.

## Synopsis
Nick Blades est un policier au passé un peu louche qui aurait volé de l'argent sale. Theo Gold est l'assistant procureur chargé de faire inculper Nick. Bien que suspendu Nick continue à faire son job de flic, le jour de son procès il tombe sur une enquête qui va l'amener à passer du temps avec Theo dans le but de l'aider à retrouver sa voiture qui a été volé. Mais ce vol de voiture cache une tout autre affaire bien plus dangereuse, plusieurs vies dont celle de Theo sont en jeu, et avec son style très particulier Nick va tenter de résoudre le mystère.

## Fiche technique
- Réalisation : Artie Mandelberg
- Scénario : Dylan Schaffer

## Distribution
- Adam Copeland : Nick Blades
- Jennifer Esposito
- Alicia Witt
- Jessica Walter
- Jamie Kennedy : Theo Gold
- Philip Baker Hall
- Kevin Weisman